# 内部审计
内部审计（英語：Internal audit）是一项兼具独立、客观保证和咨询的活动，旨在为一个组织的运作增加价值和改善。内部审计可以帮助一个组织实现其目标，通过系统的、规范的方法来评估和改善风险管理、控制和治理过程的有效性。基于数据和业务流程的分析和评估，内部审计可以提供洞察力和建议来实现这一目标。凭借对诚信和问责的承诺，内部审计作为独立建议的客观来源，为理事机构和高级管理层提供价值。被称为内部审计师的专业人员受雇于各组织，执行内部审计活动。